# Прапор Бучі
Прапор Бучі — прапор міста Буча Бучанського району Київської області.

## Опис
Це стяг, що складається з двох рівновеликих вертикальних смуг зеленого, (що символізує лісову Бучу) і жовтого кольору, (що символізує степову Бучу) кольорів, розділених посередині смугою білого кольору, яка символізує залізничну колію.